# Natació al Campionat del Món de natació de 2013 – 200 m esquena masculí
Els 200 metres esquena masculí es van celebrar entre el 1 i 2 d'agost de 2013 al Palau Sant Jordi a Barcelona.

## Rècords
Els rècords del món abans de començar la prova:
| Rècord del món       | Aaron Peirsol, Estats Units | 1:51.92 | Roma, Itàlia | 31 de juliol de 2009 |
| Rècord del campionat | Aaron Peirsol, Estats Units | 1:51.92 | Roma, Itàlia | 31 de juliol de 2009 |

## Resultats
EU: Rècord Europeu
DSQ: Desqualificat

### Sèries
| Posició | Sèrie | Carrer | Nom                      | País                | Temps   | Notes |
| ------- | ----- | ------ | ------------------------ | ------------------- | ------- | ----- |
| 1       | 4     | 4      | Tyler Clary              | Estats Units        | 1:56.76 | Q     |
| 2       | 2     | 5      | Craig McNally            | Regne Unit          | 1:57.18 | Q     |
| 3       | 2     | 4      | Ryan Lochte              | Estats Units        | 1:57.19 | Q     |
| 4       | 4     | 3      | Péter Bernek             | Hongria             | 1:57.20 | Q     |
| 5       | 2     | 3      | Yannick Lebherz          | Alemanya            | 1:57.33 | Q     |
| 6       | 3     | 3      | Matson Lawson            | Austràlia           | 1:57.48 | Q     |
| 7       | 4     | 5      | Kosuke Hagino            | Japó                | 1:57.52 | Q     |
| 8       | 3     | 4      | Ryosuke Irie             | Japó                | 1:57.53 | Q     |
| 9       | 4     | 2      | Chris Walker-Hebborn     | Regne Unit          | 1:57.95 | Q     |
| 10      | 3     | 6      | Gábor Balog              | Hongria             | 1:57.98 | Q     |
| 11      | 3     | 5      | Radosław Kawęcki         | Polònia             | 1:57.99 | Q     |
| 12      | 4     | 7      | Xu Jiayu                 | R.P. de la Xina     | 1:58.29 | Q     |
| 13      | 3     | 7      | Federico Turrini         | Itàlia              | 1:58.54 | Q     |
| 14      | 4     | 1      | Danas Rapšys             | Lituània            | 1:59.11 | Q     |
| 15      | 2     | 2      | Leonardo de Deus         | Brasil              | 1:59.17 | Q     |
| 16      | 2     | 1      | Darren Murray            | Sud-àfrica          | 1:59.19 | Q     |
| 17      | 4     | 6      | Mitch Larkin             | Austràlia           | 1:59.34 |       |
| 18      | 3     | 2      | Yakov-Yan Toumarkin      | Israel              | 1:59.39 |       |
| 19      | 2     | 7      | Pedro Oliveira           | Portugal            | 1:59.95 |       |
| 20      | 3     | 8      | Lukas Rauftlin           | Suïssa              | 2:00.45 |       |
| 21      | 4     | 0      | Russell Wood             | Canadà              | 2:00.51 |       |
| 22      | 3     | 1      | Alexandr Tarabrin        | Kazakhstan          | 2:01.08 |       |
| 23      | 2     | 8      | Im Tae-Jeong             | Corea del Sud       | 2:01.23 |       |
| 24      | 2     | 6      | Gareth Kean              | Nova Zelanda        | 2:02.81 |       |
| 25      | 2     | 0      | Jean-François Schneiders | Luxemburg           | 2:02.96 |       |
| 26      | 3     | 0      | Marko Krce Rabar         | Croàcia             | 2:03.50 |       |
| 27      | 4     | 8      | Pedro Medel              | Cuba                | 2:03.63 |       |
| 28      | 2     | 9      | I Gede Siman Sudartawa   | Indonèsia           | 2:04.90 |       |
| 29      | 3     | 9      | Ezequiel Trujillo        | Mèxic               | 2:05.92 |       |
| 30      | 1     | 4      | Yeziel Morales           | Puerto Rico         | 2:06.09 |       |
| 31      | 1     | 6      | Boris Kirillov           | Azerbaidjan         | 2:08.74 |       |
| 32      | 1     | 5      | Gorazd Chepishevski      | Macedònia del Nord  | 2:09.89 |       |
| 33      | 1     | 3      | Awse Ma'aya              | Jordània            | 2:12.31 |       |
| 34      | 1     | 2      | Yaaqoub Al-Saadi         | Emirats Àrabs Units | 2:21.51 |       |
| 35      | 4     | 9      | Danil Bukin              | Uzbekistan          |         | DSQ   |

### Semifinals

#### Semifinal 1
| Posició=== | Carrer | Nom           | País            | Temps   | Notes |
| ---------- | ------ | ------------- | --------------- | ------- | ----- |
| 1          | 6      | Ryosuke Irie  | Japó            | 1:56.14 | Q     |
| 2          | 7      | Xu Jiayu      | R.P. de la Xina | 1:56.42 | Q     |
| 3          | 4      | Craig McNally | Regne Unit      | 1:56.97 | Q     |
| 4          | 5      | Péter Bernek  | Hongria         | 1:57.37 | Q     |
| 5          | 2      | Gábor Balog   | Hongria         | 1:57.42 |       |
| 6          | 3      | Matson Lawson | Austràlia       | 1:57.55 |       |
| 7          | 1      | Danas Rapšys  | Lituània        | 1:59.05 |       |
| 8          | 8      | Darren Murray | Sud-àfrica      | 2:02.12 |       |

#### Semifinal 2
| Posició | Carrer | Nom                  | País         | Temps   | Notes |
| ------- | ------ | -------------------- | ------------ | ------- | ----- |
| 1       | 4      | Tyler Clary          | Estats Units | 1:55.16 | Q     |
| 2       | 5      | Ryan Lochte          | Estats Units | 1:55.88 | Q     |
| 3       | 7      | Radosław Kawęcki     | Polònia      | 1:56.14 | Q     |
| 4       | 6      | Kosuke Hagino        | Japó         | 1:56.24 | Q     |
| 5       | 3      | Yannick Lebherz      | Alemanya     | 1:57.71 |       |
| 6       | 8      | Leonardo de Deus     | Brasil       | 1:57.92 |       |
| 7       | 2      | Chris Walker-Hebborn | Regne Unit   | 1:58.16 |       |
| 8       | 1      | Federico Turrini     | Itàlia       | 1:59.16 |       |

### Final
| Posició | Carrer | Nom              | País            | Temps   | Notes |
| ------- | ------ | ---------------- | --------------- | ------- | ----- |
| 1       | 5      | Ryan Lochte      | Estats Units    | 1:53.79 |       |
| 2       | 6      | Radosław Kawęcki | Polònia         | 1:54.24 | EU    |
| 3       | 4      | Tyler Clary      | Estats Units    | 1:54.64 |       |
| 4       | 3      | Ryosuke Irie     | Japó            | 1:55.07 |       |
| 5       | 2      | Kosuke Hagino    | Japó            | 1:55.43 |       |
| 6       | 1      | Craig McNally    | Regne Unit      | 1:55.67 |       |
| 7       | 7      | Xu Jiayu         | R.P. de la Xina | 1:57.13 |       |
| 8       | 8      | Péter Bernek     | Hongria         | 1:58.26 |       |